# ريتشارد جي. إل. بيج
ريتشارد جي. إل. بيج (بالإنجليزية: Richard G. L. Paige)‏ هو سياسي أمريكي، ولد في 31 مايو 1846 في نورفولك في الولايات المتحدة، وتوفي في 21 سبتمبر 1904. حزبياً، نشط في الحزب الجمهوري.